# SMS Panther (1885.)
Za brod Njemačke carske mornarice vidi SMS Panther.
SMS Panther, torpiljarka (Torpedoschiff) Austro-ugarske ratne mornarice. On i njegov bratski brod SMS Leopard bili su dio programa izgradnje austro-ugarske flote torpiljarki u 1880-ima.